# Stabkirche Hedared

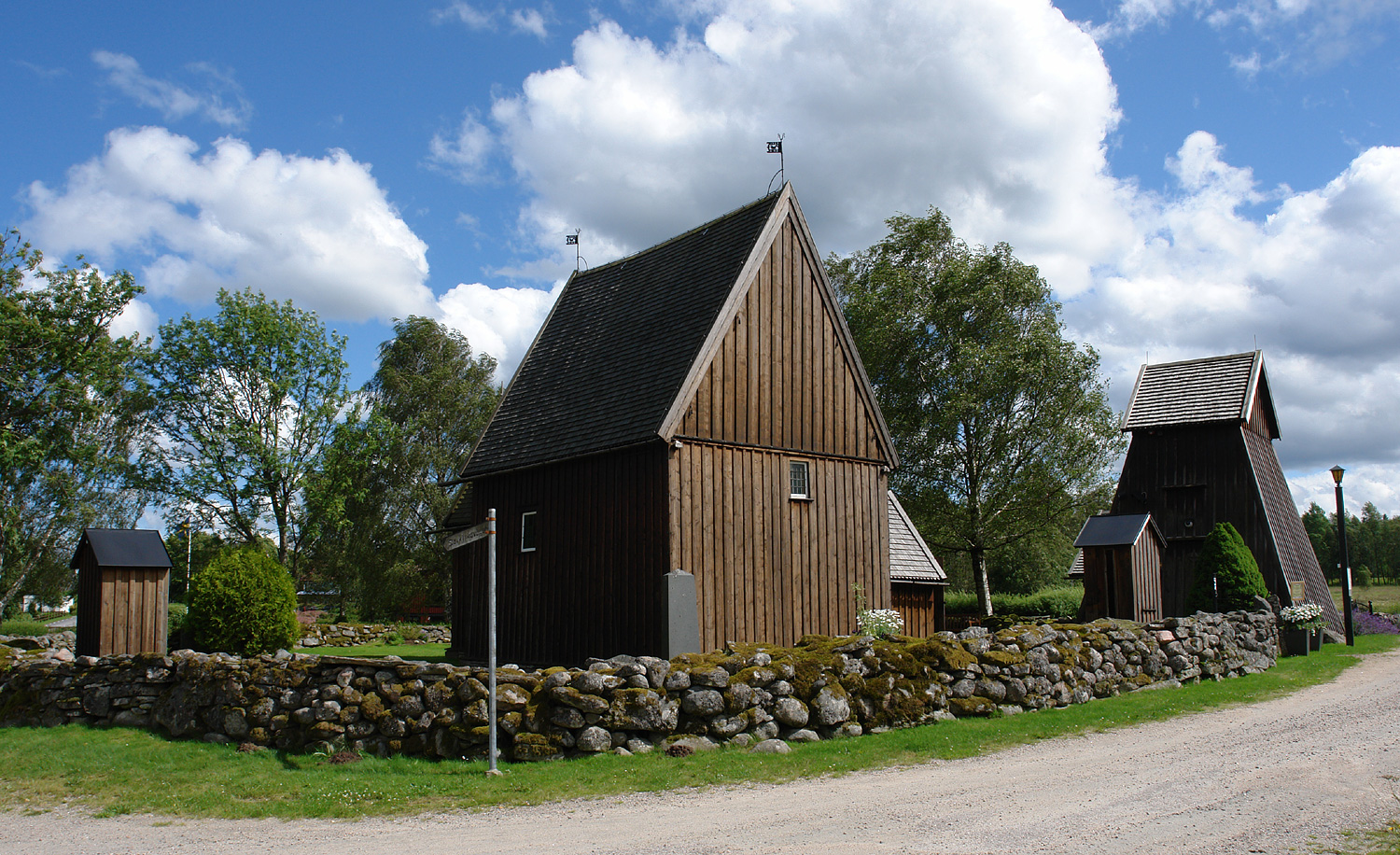
Stabkirche Hedared, rechts der Glockenturm

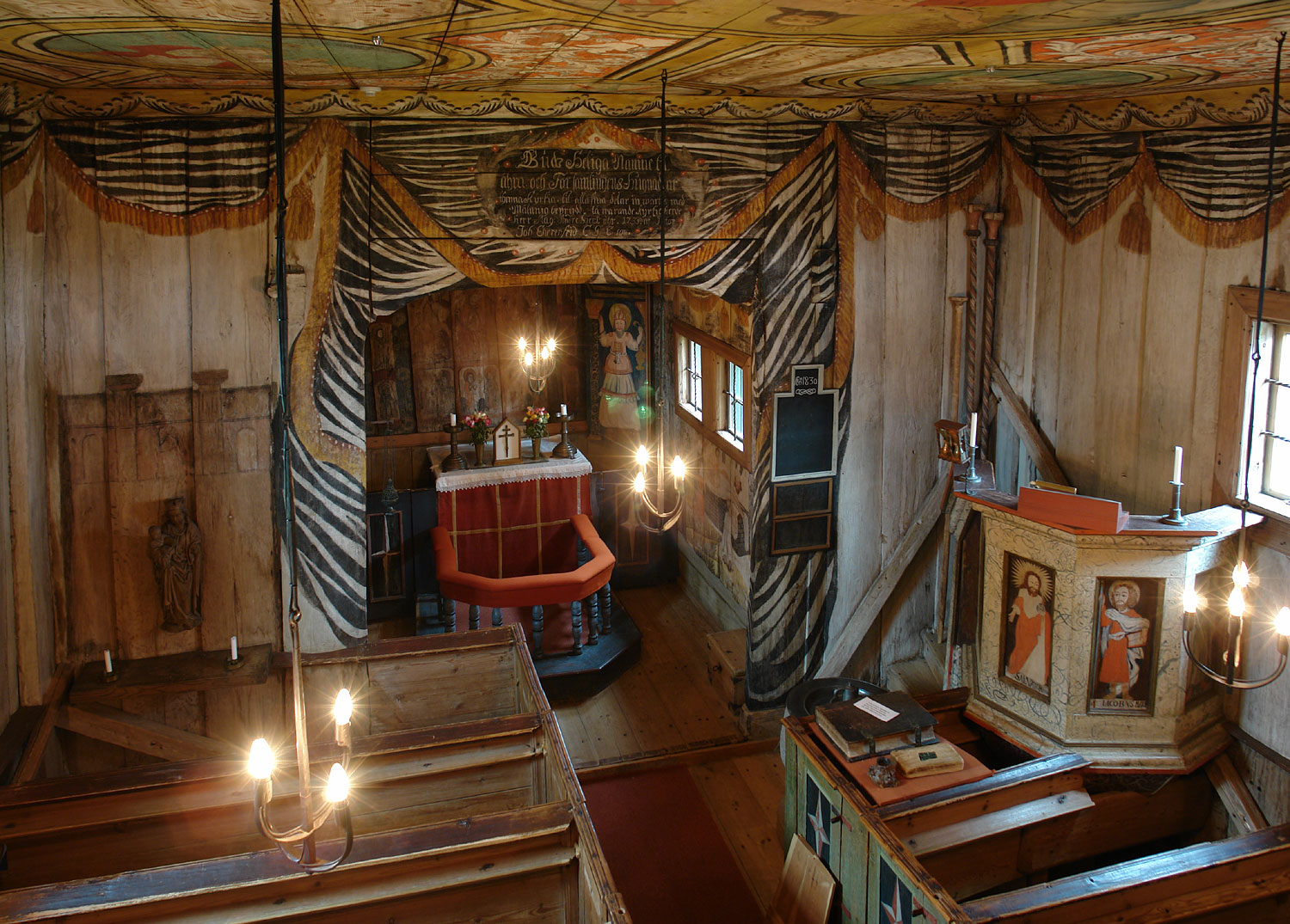
Innenansicht, links der Marienaltar

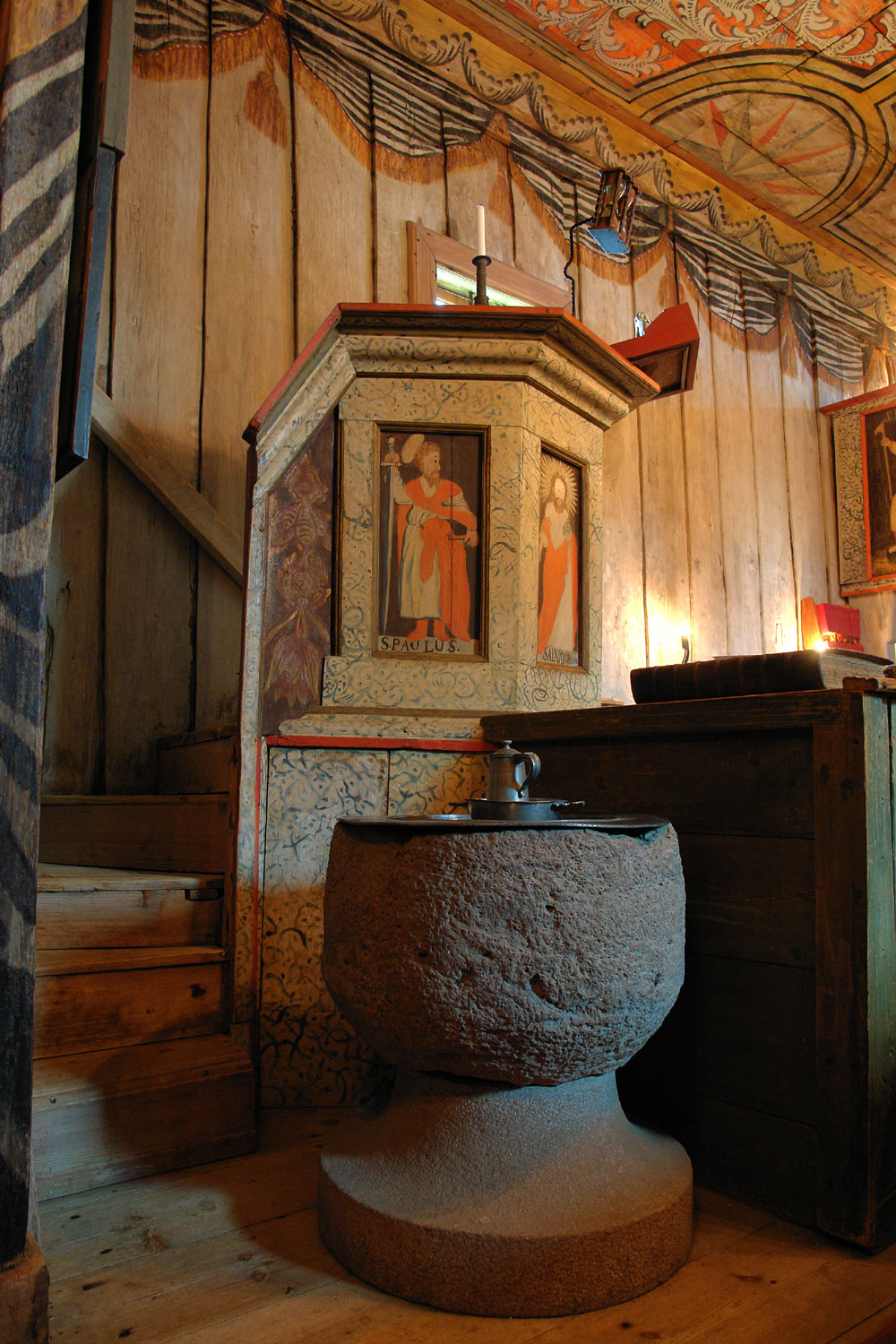
Taufbecken aus dem 12. Jh.

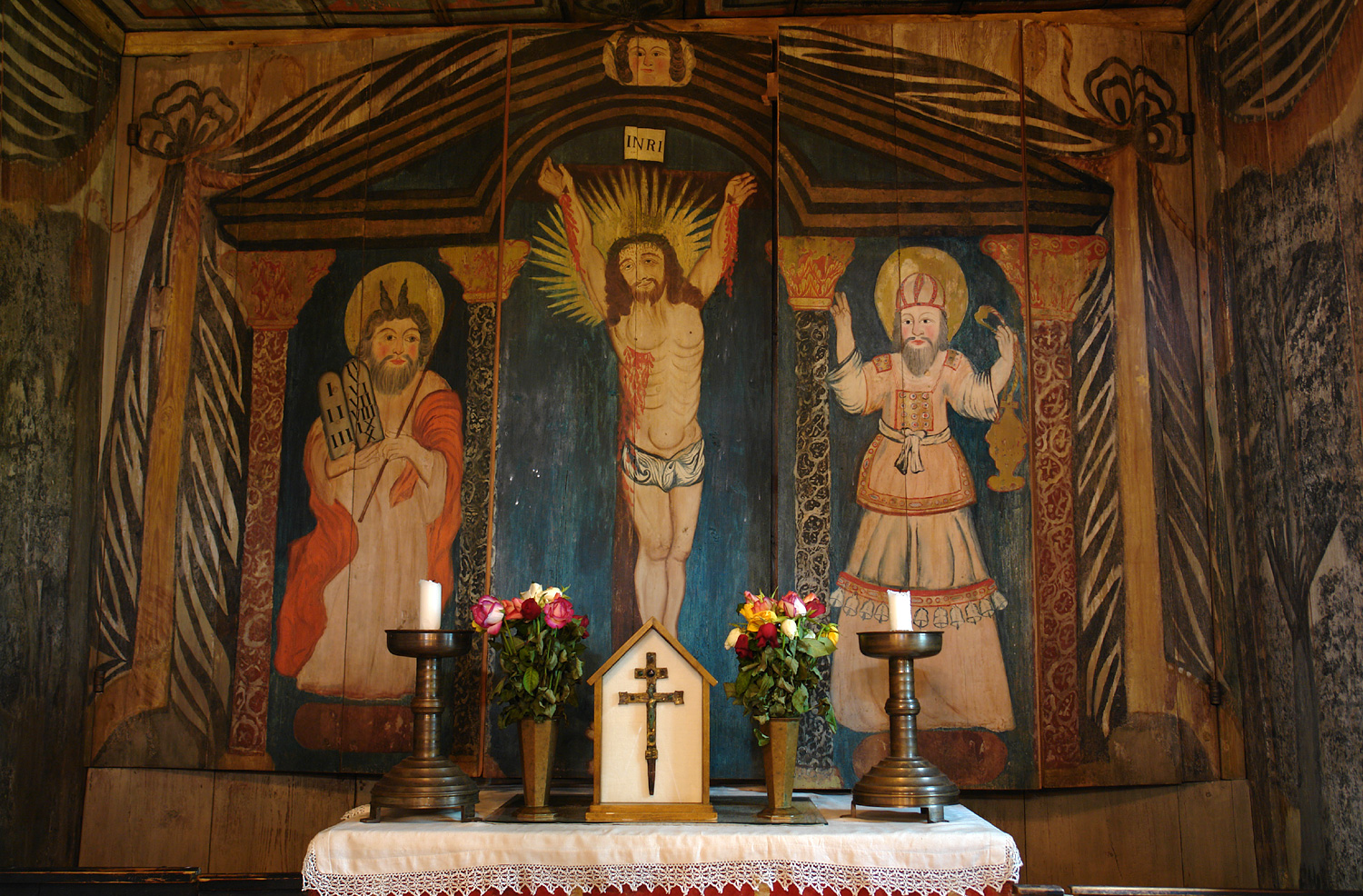
Hauptaltarbild mit Moses, Jesus und Aron. Davor das französische Passionskreuz

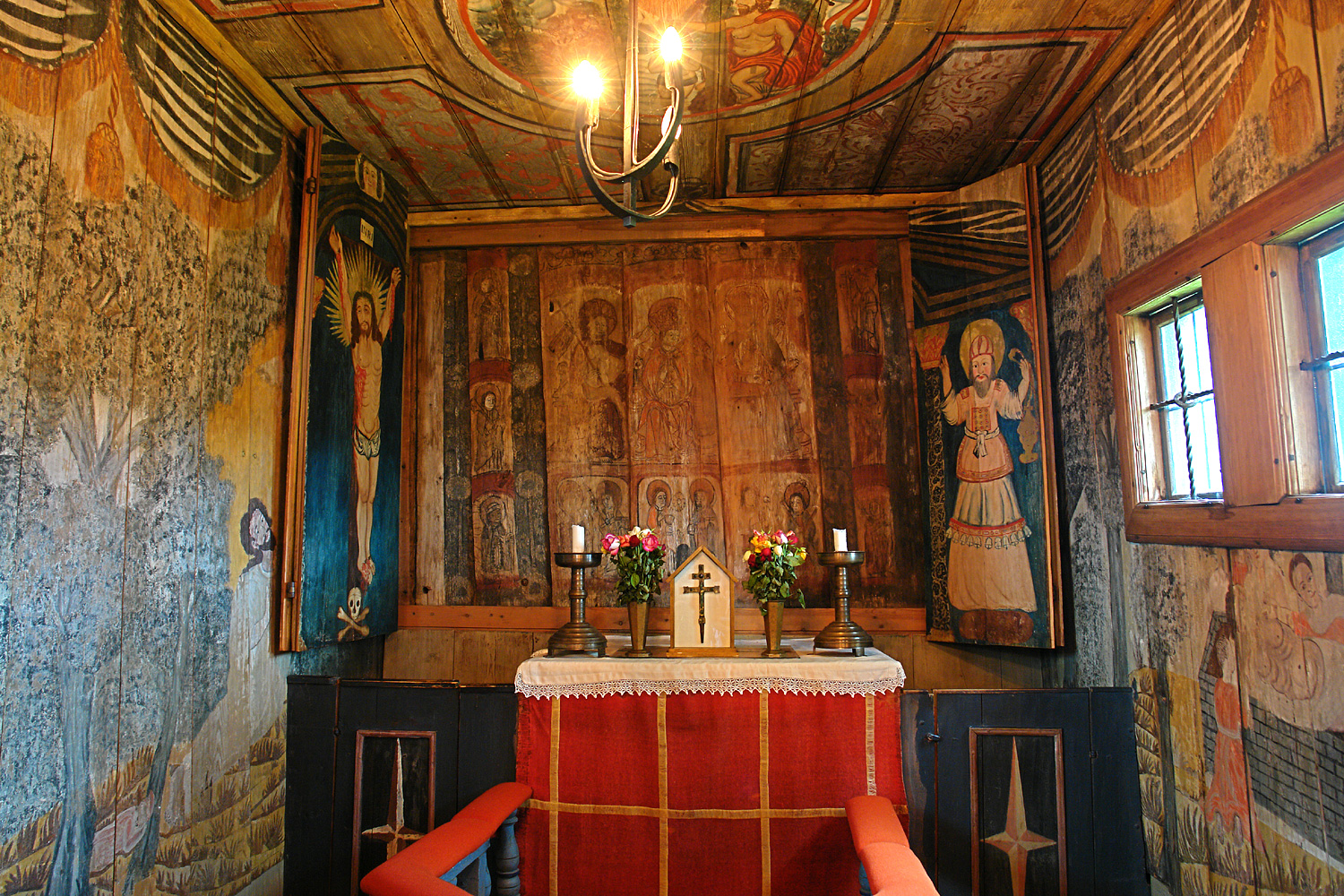
Das mittelalterliche Altarbild: Krönung der Jungfrau Maria

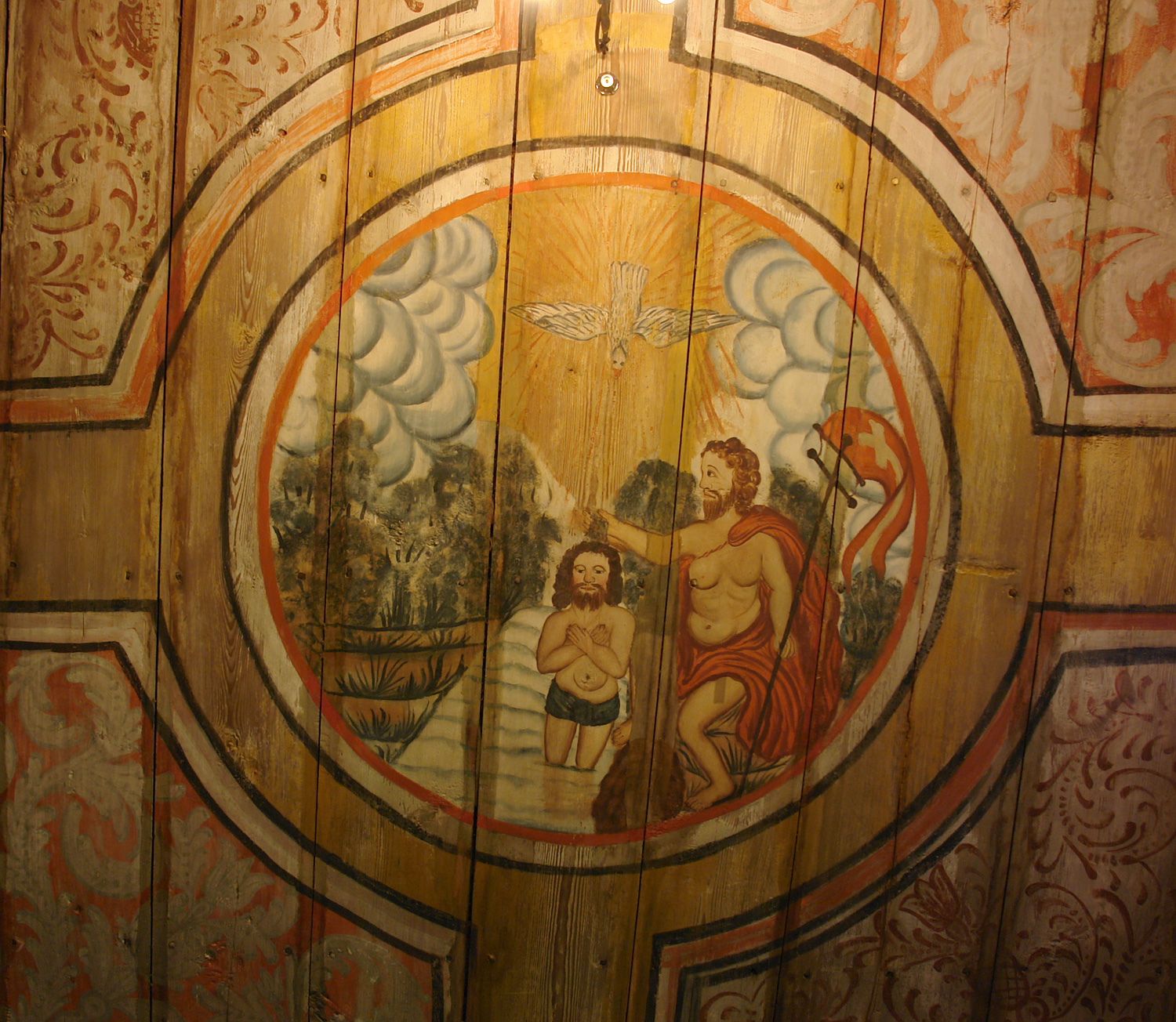
Decke im Chor: Taufe Jesu

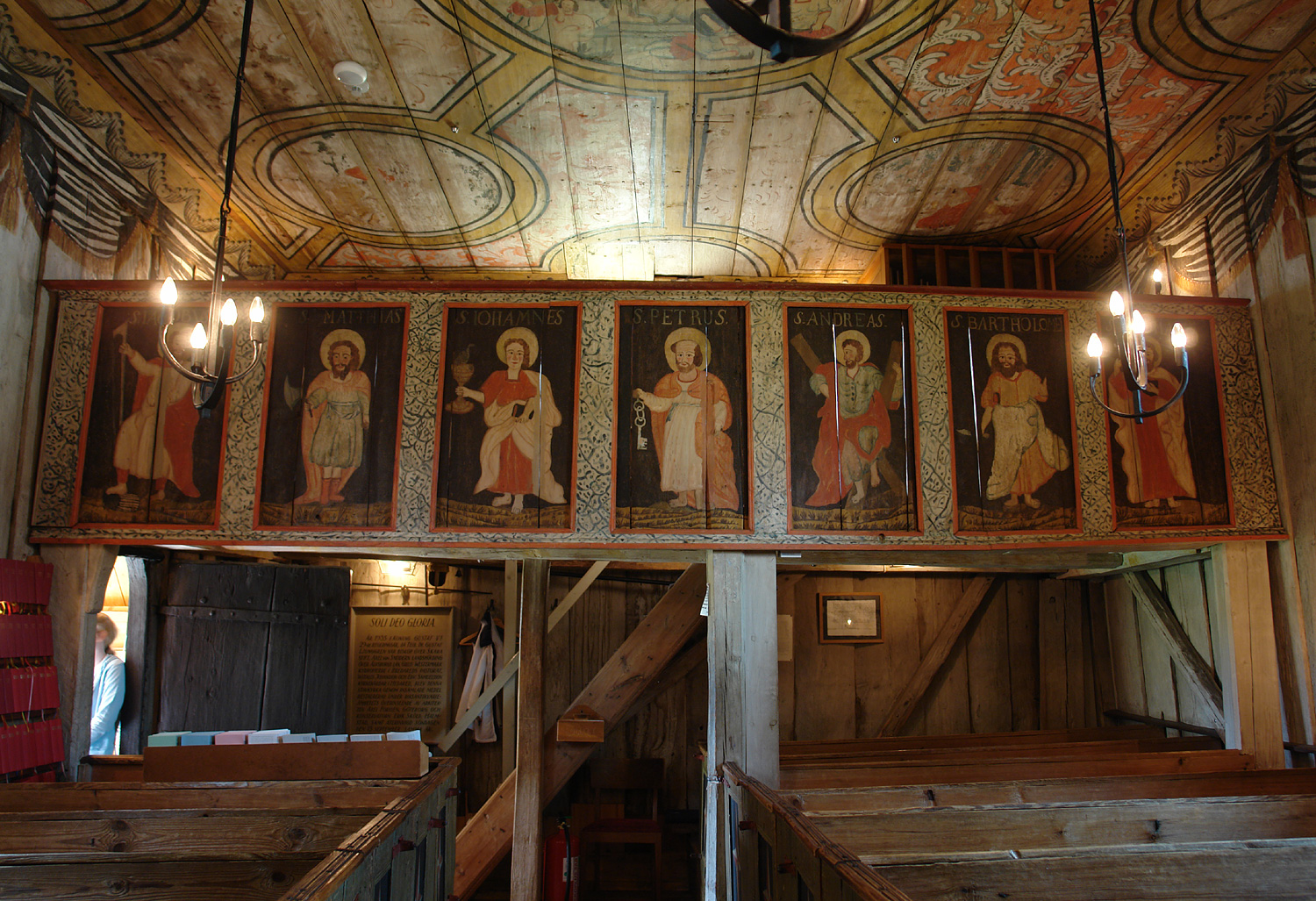
Empore mit Apostel-Bildern

Die Stabkirche von Hedared (schwed. Hedareds stavkyrka) ist die einzige an ihrem ursprünglichen Standort erhalten gebliebene historische Stabkirche außerhalb Norwegens. Sie steht in dem kleinen schwedischen Ort Hedared, ungefähr 16 km nordwestlich der Stadt Borås. Sie wurde im frühen 16. Jahrhundert errichtet und ist ein einfaches Bauwerk mit einer Grundfläche von 35 m².

## Geschichte
Lange Zeit wurde die Stabkirche von Hedared, wie die meisten Stabkirchen, in die Zeit zwischen 1100 und 1300 datiert. Spätere dendrochronologische Untersuchungen zeigten jedoch, dass das heutige Gebäude nicht aus dem Mittelalter, sondern erst aus der Zeit um 1500 stammt. Als wahrscheinlich gilt das Jahr 1506, in dem der Bau der Kirche in einem Brief des damaligen Bischofs erwähnt wurde. Manche ältere Bauteile weisen jedoch darauf hin, dass damals eine bereits im 12. Jahrhundert hier errichtete ähnliche Kirche in den Neubau integriert wurde.
Zur Zeit ihrer Errichtung war die Kirche noch äußerst einfach und bestand nur aus den Wänden aus Eichenholz, dem Dach und dem fest gestampften Erdboden. Erst später wurde sie mit Holzboden, Kanzel und Bänken ausgestattet und mit Fenstern versehen. 1830 wurde den Hedaredern mittels eines königlichen Briefes mitgeteilt, dass sie die als baufällig eingestufte Kirche nicht mehr erhalten sollten, sondern gemeinsam mit der Nachbargemeinde Sandhult eine neue Kirche errichten. Die Dorfbewohner widersetzten sich jedoch dieser Anordnung und erhielten die Stabkirche zusätzlich zur neu erbauten Sandhulter Kirche.
Eine äußerliche Instandsetzung 1901 erfolgte ebenfalls auf Initiative der Dorfbewohner, 1934–35 wurde auch der Innenraum restauriert. Daraufhin wurde die Kirche neu eingeweiht und danach wieder regelmäßig genutzt. Die Kosten der Wiederherstellung 1901 haben die Hedareder durch Holzlieferung und Frondienste getragen, die Restaurierung 1934 wurde durch Spenden finanziert.

## Restaurierung 1995–1997
Die Bautechnik der Stabkirche bedingt einen schlechten Schutz vor Nässe. So machte in diesem Klima Fäulnis in Bodenschwellen, Eckbalken und Wandbrettern trotz einzelner Ausbesserungen in den vorangegangenen Jahren eine gründliche Sanierung unumgänglich. Vor der Restaurierung wurde die Kirche im Herbst 1995 mit einem Persenning-Zelt umbaut. Um beschädigte Bodenschwellen und Bretterwände zu demontieren, wurde die Kirche 60 cm angehoben. Aus behauener Eiche wurden neue Schwellen gefertigt und etwa 30 Wandbretter ersetzt. Die Reparatur des Traggerüstes dauerte fast ein Jahr. Im Herbst 1996 wurde die Kirche wieder abgesenkt und die Schindeldächer mit der gleichen Art Spanholz erneuert, das die Hedareder bereits ein Jahrhundert früher verwendet hatten. Außen erhielt die Kirche eine Bretterverkleidung, die sie auch ehemals hatte und die Vorhalle wurde erneuert. Das Aussehen der Stabkirche entspricht jetzt fast genau dem von Mitte des 18. Jahrhunderts bis zur Jahrhundertwende 1900. Am 11. Mai 1997 wurde die Kirche von Bischof Lars-Göran Lönnermark wieder eröffnet.

## Ausstattung
Die Kirche besitzt trotz ihrer Schlichtheit einige wertvolle Gegenstände, die jedoch nicht alle im Gebäude aufbewahrt werden.

### Gemälde
Als der Innenraum der Kirche 1934–35 renoviert wurde, hat man das an die Außenwand gemalte mittelalterliche Altarbild entdeckt. Es stammt vermutlich aus dem späten 14. Jahrhundert und stellt die Krönung der Jungfrau Maria dar. Als die Kirche 1735 bemalt wurde, hat man die Chorwand mit Brettern verkleidet und damit das Altarbild abgedeckt. Das danach entstandene Altarbild zeigt Jesus am Kreuz, links davon Mose und rechts Aron. Das Bild wurde bei der Renovierung in vier Flügel geteilt, die sich zur Freigabe des alten Altarbildes öffnen lassen.
Das Bild an der linken Chorwand zeigt Jesus in Gethsemane, an der gegenüberliegenden Wand die Grablegung und an der Chordecke die Taufe Jesu. Das Gemälde des Langhausdaches mit der Auferstehung Jesu Christi und die vier Evangelisten in Medaillons. Die Brüstung der Empore und die Kanzel sind mit Apostelbildern geschmückt.

### Inventar
Über dem wieder erstellten Nebenaltar steht eine Madonnenstatue, vermutlich das Werk eines ausländischen Meisters aus dem 13. bis 14. Jahrhundert. Das Relief des Franziskus neben der Kanzel stammt vielleicht von einem weiteren mittelalterlichen Nebenaltar. Unter einer Glasscheibe auf dem Hauptaltar liegt ein Tuch mit Drachenmotiv – eine mittelalterliche Klosterarbeit in Filet mit geklöppelter Spitze. Auf dem Altar steht ein französisches Prozessionskreuz aus dem 12. Jahrhundert. Ein Weihrauchfass im Chorbogen erinnert an die katholische Messe. Der Abendmahlskelch aus vergoldetem Silber aus dem 13. Jahrhundert und das mittelalterliche steinerne Taufbecken werden noch genutzt.
Neben der Kanzel stehen ein Stoßstab mit dem der Küster eingeschlafene Kirchenbesucher wecken konnte und zwei spiralförmig geschnitzte Florstäbe mit breitem Kopf. Solche Trauerstäbe wurden – mit einem Trauerflor versehen – bei prunkvollen Leichenbegräbnissen am Trauerzug getragen.
Die Verwendung eines stark abgenutzten Holzstückes mit einem eingearbeiteten Stein aus grünem Diabasporphyr ist nicht geklärt, vermutlich wurde es als Reise- oder Feldaltar gebraucht. Gefunden wurde das Stück bei der Restaurierung 1901 hinter einer Bretterverschalung unter der Kanzel.
Weiterhin gibt es eine von Jesper Swedberg gewidmete Bibel, eine Wachskerze (vielleicht aus dem Mittelalter) und einen Klingelbeutel mit Glocke aus dem Jahr 1722. Aus derselben Zeit stammen vermutlich ein rotes Antependium und ein schwarzes Messgewand mit goldenen Bändern.
Der Kirche gehört auch ein Ablassbrief von Bischof Vinzentius von Skara aus dem Jahre 1506. Nach dem Brief wurden alle, die die Kirche in Hedared besuchten, um eine Messe abzuhalten oder abhalten zu lassen, Geld für die Erhaltung der Kirche schenkten oder eine andere im Brief angegebene Andachtsübung machten, von der auferlegten Buße befreit.

### Glockenturm
Der Glockenturm neben der Kirche war ursprünglich offen, wurde aber schon im 19. Jahrhundert mit einer Bretterverschalung versehen, die im 20. Jahrhundert ihre gegenwärtige Form erhalten hat. Die Glocke wurde 1814 umgegossen, das Alter der vorherigen ist nicht bekannt.